# Charlot in campagna
Charlot in campagna (Sunnyside), noto anche con i titoli Un idillio nei campi e Charlot campagnolo, è un cortometraggio muto interpretato, diretto e prodotto da Charlie Chaplin; fu proiettato la prima volta il 15 giugno 1919.
Il film risente del periodo psicologicamente poco felice di Chaplin, conseguente al suo triste matrimonio e probabilmente anche per le cattive condizioni di salute della madre; di fatto richiese un lungo periodo di lavorazione con frequenti e ripetute interruzioni, probabilmente anche per la scarsa ispirazione di Chaplin. Il risultato non sarà di particolare rilievo.
Ancora oggi, a oltre 90 anni di distanza, i critici discutono se l'happy-end finale sia da interpretare come il sogno del suicida morente o se il suicidio sia il sogno dell'innamorato credutosi abbandonato.

## Trama
Nel villaggio di campagna, la vita scorre scandita dal ritmo naturale degli eventi, l'alba determina la sveglia mattutina, il tramonto la fine della giornata lavorativa. Lo sguattero dello sgangherato alberghetto di campagna è anche il custode del bestiame e il servo del padrone dell'esercizio. Certo la campagna offre privilegi impagabili, gli ingredienti per la colazione sono offerti direttamente dal produttore: una gallina posta direttamente sul tegame e sollecitata a deporre l'uovo, il latte munto direttamente dalla vacca alla tazza. D'altro canto la domenica è una normale giornata lavorativa, il pascolo delle mucche non conosce festività e così, mentre i villani celebrano la funzione nella chiesetta del villaggio, il cowboy Charlot santifica la giornata recitando le orazioni sotto il cielo e in aperta campagna, attendendo al pascolo. Assorto nella meditazione perde di vista la mandria che finisce per invadere la chiesetta sconvolgendone la funzione. Intervenuto nel recupero delle mucche Charlot esce dalla chiesa cavalcando una bestia, parecchio innervosita, aggrappato alle sue corna. Finirà disarcionato sotto un ponticello e privo di sensi per la caduta si immaginerà di essere recuperato da quattro giovani ninfe che lo coinvolgeranno in leggiadre e poetiche danze e giochi onirici. Il brusco risveglio lo riporta alla realtà e alle pedate del padrone, evidentemente alterato per la confusione che ha coinvolto i suoi animali.
Si possono sopportare tutte le angherie per il dolce sorriso dell'amata, figlia del villano, e con la quale Charlot conosce anche momenti di felicità. Al suo fascino non risulterà indifferente il giovane giunto dalla città e ospitato, causa incidente stradale, nell'albergo dove lavora Charlot. I suoi modi signorili e l'aspetto elegante finiranno per far colpo sulla ragazza, minacciando di distruggere il sogno d'amore di Charlot che tenterà di riguadagnare il sentimento perduto imitando l'atteggiamento snob del cittadino, ottenendo però solo goffi risultati e l'esplicito diniego della bella.
Il suicidio pare allora l'unico rimedio alla sofferenza: Charlot si piazza in mezzo alla strada al sopraggiungere di un'automobile in piena velocità, l'impatto sembra inevitabile quando… la scena si trasferisce nell'albergo dove il giovane di città dispone la propria partenza. Sarà Charlot a caricare i bagagli sull'auto. Alla comparsa dell'amata sull'ingresso Charlot le si getterà al collo abbracciandola, ricambiato da lei. Tenendosi teneramente per mano e saltellando felici salutano entrambi la partenza dell'automobile con l'intruso a bordo.